# Golden Globe Ambassador
La Golden Globe Ambassador (precedentemente nota come Miss Golden Globe) è la valletta durante la cerimonia dei Golden Globe.
Tradizionalmente è stata la figlia di un personaggio famoso; in tre edizioni è stato anche nominato un Mister Golden Globe.

## Miss Golden Globe

### 1960
- 1963: Eva Six (cinema) e Donna Douglas (televisione)
- 1964: Linda Evans
- 1967: Corinna Tsopei
- 1969: Francoise Ruggieri

### 1970
- 1971: Anne Archer, figlia di Marjorie Lord e John Archer
- 1972: Pamela Powell, figlia di Joan Blondell e Dick Powell
- 1973: Kelley Miles, figlia di Vera Miles
- 1974: Linda Meiklejohn
- 1975: Melanie Griffith, figlia di Tippi Hedren
- 1976: Lisa Farringer
- 1977: Nicole Ericson
- 1978: Elizabeth Stack, figlia di Robert Stack
- 1979: Stephanie Haymes

### 1980
- 1980: Kym Karath
- 1981: Rosanne Katon
- 1982: Laura Dern, figlia di Diane Ladd e Bruce Dern
- 1983: Lori Leonelli e Rhonda Shear
- 1984: Anita Finch
- 1985: Lisabeth Shatner, figlia di William Shatner
- 1986: Calista Carradine, figlia di David Carradine
- 1987: Candace Savalas, figlia di Telly Savalas
- 1988: Gigi Garner, figlia di James Garner
- 1989: Kyle Aletter, figlia di Lee Meriweather

### 1990
- 1990: Katharine Kramer, figlia di Stanley Kramer
- 1991: Kaitlin Hopkins, figlia di Shirley Knight
- 1992: Joely Fisher, figlia di Connie Stevens e Eddie Fisher
- 1993: Erin Hamilton, figlia di Carol Burnett
- 1994: Alex Martin, figlia di Whoopi Goldberg
- 1996: Jaime Nicole Dudney, figlia di Barbara Mandrell
- 1997: Kehly Sloane, figlia di Linda Grey
- 1998: Clementine Ford, figlia di Cybill Shepherd
- 1999: Tori Reid, figlia di Tim Reid

### 2000
- 2000: Liza Huber, figlia di Susan Lucci
- 2001: Katie Flynn, figlia di Jane Seymour
- 2002: Haley Giraldo, figlia di Pat Benatar
- 2003: Dominik García-Lorido, figlia di Andy García
- 2004: Lily Costner, figlia di Kevin Costner
- 2005: Kathryn Eastwood, figlia di Clint Eastwood
- 2006: Dakota Johnson, figlia di Melanie Griffith e Don Johnson
- 2007: Lorraine Nicholson, figlia di Rebecca Broussard e Jack Nicholson
- 2008: non assegnato
- 2009: Rumer Willis, figlia di Demi Moore e Bruce Willis

### 2010
- 2010: Mavis Spencer, figlia di Alfre Woodard
- 2011: Gia Mantegna, figlia di Joe Mantegna
- 2012: Rainey Qualley, figlia di Paul Qualley e Andie MacDowell
- 2013
  - Francesca Eastwood, figlia di Clint Eastwood e Frances Fisher
  - Sam Michael Fox, figlia di Michael J. Fox e Tracy Pollan
- 2014: Sosie Bacon, figlia di Kevin Bacon e Kyra Sedgwick
- 2015: Greer Grammer, figlia di Kelsey Grammer e Barrie Buckner
- 2016: Corinne Foxx, figlia di Jamie Foxx
- 2017: Sophia Stallone, Sistine Stallone e Scarlett Stallone, figlie di Sylvester Stallone[4]
- 2018: Simone G. Johnson, figlia di Dwayne Johnson[5]
- 2019: Isan Elba, figlia di Idris Elba

### 2020
- 2020: Dylan Brosnan e Paris Brosnan, figli di Pierce Brosnan
- 2021: Satchel Lee e Jackson Lee, figli di Spike Lee[6]

## Mister Golden Globe
In tre edizioni dei Golden Globe è stato affiancato a Miss Golden Globe un Mister Golden Globe, che faceva il valletto durante la cerimonia. Per tradizione doveva essere figlio di un personaggio famoso.
- 1995: John Clark Gable, figlio di Clark Gable
- 1996: Freddie Prinze Jr., figlio di Freddie Prinze
- 2003: A.J. Lamas, figlio di Lorenzo Lamas